# Ain't Nothin' Stoppin' Us Now
Ain't Nothin' Stoppin' Us Now är ett studioalbum av det amerikanska soulbandet Tower of Power.

## Låtlista
1. "Ain't Nothin' Stoppin' Us Now"
2. "By Your Side"
3. "Make Someone Happy"
4. "Doin' Alright"
5. "Because I think the World Of You"
6. "You Ought To Be Havin' Fun"
7. "Can't Stand To See The Slaughter"
8. "It's So Nice"
9. "Deal With It"
10. "While We Went To The Moon"

## Medverkande musiker
- Greg Adams  – trumpet, dirigent, flygelhorn, horn, sång, producent, brassarrangemang, stråkarrangemang
- Ron E. Beck  – sång, trummor
- Ron Beck  – trummor, sång, producent
- Emilio Castillo  – tenorsaxofon, sång, producent
- Bruce Conte  – gitarr, sång, producent
- Mic Gillette  – slagverk, trombon, trumpet, flygelhorn, horn, baryton, bastrombon, sång
- Patricia Henley  – sång (kör)
- Melba Joyce  – sång (kör)
- Stephen "Doc" Kupka  – saxofon, barytonsaxofon, producent
- Bill Lamb  – trombon, trumpet, flygelhorn
- Edward McGee  – ledare, sång, producent
- Lenny Pickett  – saxofon, altsaxofon, tenorsaxofon, lyricon, producent
- Francis Prestia  – bas, producent
- Carol Rogers  – sång (kör)
- Ivory Stone  – sång (kör)
- Chester Thompson  – orgel, synthesizer, piano, keyboards, sång, clavinet, Moog synthesizer, producent, brassarrangemang, stråkarrangemang
- Tower of Power  – producent, brassarrangemang